# Angelica paeoniifolia
Angelica paeoniifolia là một loài thực vật có hoa trong họ Hoa tán. Loài này được R.H.Shan & C.C.Yuan mô tả khoa học đầu tiên năm 1980.